# Mike McKay (aviron)
Pour les articles homonymes, voir Mike McKay et McKay.
Mike McKay, né le 30 septembre 1964 à Melbourne, est un rameur d'aviron australien.

## Palmarès

### Jeux olympiques
- Barcelone 1992
  -  Médaille d'or en quatre sans barreur
- Atlanta 1996
  -  Médaille d'or en quatre sans barreur
- Sydney 2000
  -  Médaille d'argent en huit.
- Athènes 2004
  -  Médaille de bronze en huit

### Championnats du monde
- Championnats du monde d'aviron 1990
  -  Médaille d'or
- Championnats du monde d'aviron 1991
  -  Médaille d'or
- Championnats du monde d'aviron 1998
  -  Médaille d'or
- Championnats du monde d'aviron 1998
  -  Médaille d'argent[1].